# Luis Gil
Luis Miguel Gil (* 14. listopadu 1993) je americký fotbalový záložník hrající za klub Spokane Velocity v zámořské soutěži USL League One. Působil v elitní americké fotbalové lize MLS, připsal si dva starty za reprezentaci USA. Nastupoval i v Česku, hrál za Viktorii Žižkov a FC MAS Táborsko ve Fotbalové národní lize.

## Klubová kariéra

### Real Salt Lake
V elitní zámořské soutěži MLS debutoval v březnu 2011, když v dresu Real Salt Lake nastoupil do druhého poločasu proti Los Angeles Galaxy. První ligový gól vstřelil v srpnu 2011 proti New York Red Bulls. V klubu ze Salt Lake City hrál do roku 2015 a svými výkony si vysloužil dva starty za fotbalovou reprezentaci USA.

### Querétaro a hostování
Když mu v Realu Salt Lake vypršela smlouva, odešel do Mexika. Oblékl dres klubu Querétaro ze stejnojmenného města severozápadně od Mexico City. Stabilní místo v sestavě si ale nevybojoval a klub ho často posílal hostovat jinam, do týmů v USA.

### FK Viktoria Žižkov
Gil se chtěl uchytit v Evropě. V dorosteneckém věku měl nabídku z londýnského Arsenalu, nemohl ale do Evropy přesídlit a z angažmá sešlo. Když mu skončila smlouva v Mexiku, vyrazil do Česka a objevil se v letním kempu hráčů bez smlouvy. Zájem měl prvoligový Slovan Liberec, druholigová Viktoria Žižkov mu ale rovnou předložila roční smlouvu, kterou podepsal.
Ve druhé lize debutoval 20. července 2019 proti Pardubicím, v utkání se mu podařilo vstřelit vlastní gól. Tento nešťastný gól se ukázal jako vítězný gól Pardubic, které vyhrály 2:1. V 5. kole ligy si proti Chrudimi připsal první gól. V podzimní části sezony Gil pouze dvakrát chyběl v základní sestavě, do utkání se ale i v těchto případech dostal na závěrečných 13, resp. 14 minut. V šestnácti podzimních kolech si připsal 3 góly. 
Začátkem roku 2020 musel podstoupit operaci menisku. Na konci července 2020 se zapojil do přípravy Pardubic, které čerstvě postoupily do první ligy. Na konci srpna Gilovi na Žižkově vypršela smlouva.
| Gól | Datum        | Soutěž (kolo)              | Zápas                                | Skóre (minuta) | Výsledek |
| --- | ------------ | -------------------------- | ------------------------------------ | -------------- | -------- |
| 1   | 17. 8. 2019  | Fortuna:Národní liga (5.)  | MFK Chrudim – FK Viktoria Žižkov     | 0:20(37.)      | 0:3      |
| 2   | 31. 8. 2019  | Fortuna:Národní liga (7.)  | SK Líšeň – FK Viktoria Žižkov        | 2:20(65.)      | 3:3      |
| 3   | 19. 10. 2019 | Fortuna:Národní liga (12.) | 1. SK Prostějov – FK Viktoria Žižkov | 1:10(61.)      | 2:1      |

### FC MAS Táborsko
Po konci smlouvy na Žižkově se zkoušel uchytit ve Finsku, to se ale nezdařilo a nakonec zamířil zpět do Česka, kde podepsal smlouvu s druholigovým Táborskem. Po zranění se už nedostal do formy, kterou měl na Žižkově, a rozhodl se pro návrat do USA.

### Zpátky v zámořských soutěžích
V roce 2022 Gil posílil tým Valley United hrající v NISA, třetí nejvyšší soutěži ve Spojených státech. V červenci téhož roku přestoupil do klubu Union Omaha z USL League One. V lednu 2024 podepsal smlouvu ve Spokane Velocity, novém klubu ze stejné soutěže.